# System Under Test
System Under Test (SUT) bezeichnet das zu testende System in einem Testszenario. 
Zusätzliche Testwerkzeuge, wie Simulatoren oder zusätzlicher Test-Software, gehören also nicht zum SUT. Das SUT kann Bestandteil einer Testanlage, aber auch ein produktiv eingesetztes System sein.
Dieser Begriff System Under Test ist vor allem in Software-Tests üblich. Das System kann hierbei ein Hardware-System (z. B. ein PC) oder ein Software-System bezeichnen.